# Шаповалове
Шапова́лове —  село в Україні, у Роменському районі Сумської області. Населення з 2005 року відсутнє. Входить до складу Вільшанської сільської громади.

## Географія
Село Шаповалове знаходиться на відстані до 1 км від сіл Білоярське, Мелешківка і Немудруї. По селу протікає пересихаючий струмок з загатою.

## Історія
12 червня 2020 року, відповідно до розпорядження Кабінету Міністрів України № 723-р «Про визначення адміністративних центрів та затвердження територій територіальних громад Сумської області», село увійшло до складу Вільшанської сільської громади.
19 липня 2020 року, в результаті адміністративно-територіальної реформи та ліквідації Недригайлівського району, громада увійшла до складу новоутвореного Роменського району.

## Населення

### Мова
Розподіл населення за рідною мовою за даними перепису 2001 року:
| Мова       | Кількість | Відсоток |
| ---------- | --------- | -------- |
| українська | 1         | 100%     |